# Комитет Джонса

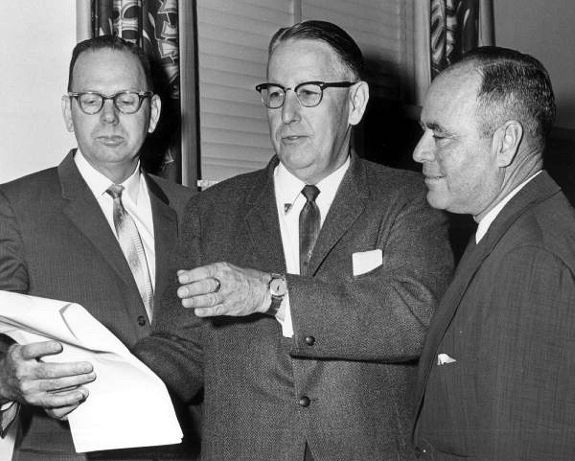
Создатель и председатель Комитета Джонса Чарли Джонс (в центре) обсуждает планы отстранения гомосексуалистов от работы в правительстве штата и колледжах, 1963 год.

Законодательный комитет по расследованию Флориды (широко известный как Комитет Джонса) был учрежден Законодательным собранием Флориды в 1956 году, в эпоху Второй красной и Лавандовой паник. Подобно более известным антикоммунистическим следственным комитетам периода Маккарти в Конгрессе США, комитет Флориды провел широкомасштабное расследование предположительно подрывной деятельности ученых, групп движения за гражданские права, особенно NAACP, и предполагаемых коммунистических организаций.
Не сумев найти коммунистических связей с организациями гражданских прав Флориды, чтобы получить постоянное финансирование, Комитет Джонса начал сосредотачиваться на более уязвимой цели: гомосексуалистах, которые в то время широко считались угрозой для национальной безопасности, а также угрозой для молодежи. Студенты и преподаватели были уволены или вынуждены уйти из университетов Флориды, особенно из Университета Флориды.
Чарли Джонс был лидером Pork Choppers, сельских законодателей, которые доминировали в Законодательном собрании Флориды из-за хронического искажения фактов, придавая такому городу, как Орландо, такой же вес в Законодательном собрании, как сельский округ Уакулла. Когда Законодательное собрание было окончательно перераспределено в соответствии с Конституцией Флориды 1968 года, Pork Choppers пришел конец, а вместе с ними и пришла к концу политическая власть Чарли Джонса.
Sun-Sentinel сообщил в 2019 году, что Комитет «преследовал лидеров гражданских прав, профессоров университетов, студентов колледжей, учителей государственных школ и государственных служащих за предполагаемые преступления против чувствительности сельских жителей...Комитет использовал ловушку и шантаж». Комитет Джонса напоминал современную Комиссию по суверенитету штата Миссисипи, «но Комиссии по суверенитету, какой бы плохой она ни была, не хватало безжалостной жестокости Комитета Джонса».

## Законодательный мандат
Обычно называемый Комитетом Джонса в честь его первого председателя, сенатора штата и бывшего исполняющего обязанности губернатора Чарли Юджина Джонса, истоки комитета связаны с паникой, вызванной решением по делу Браун против Совета по образованию, единогласным решением Верховного суда 1954 года о том, что расовая сегрегация в школах является неконституционной. Многие жители Флориды рассматривали дело  Браун против Совета по образованию как «день катастрофы - Черный понедельник - день, похожий на Перл-Харбор». Законодательный орган Флориды принял резолюцию (параллельная резолюция 174 Палаты представителей), объявляющую решение Верховного суда «ничтожным, недействительным и не имеющим силы или эффекта».

## Неудачное расследование против NAACP
Джонсу не удалось добиться законодательной поддержки комитета по расследованию правонарушений. «Истерия по поводу перспективы десегрегации» привела к тому, что Джонс успешно переработал предложенный комитет в качестве инструмента для расследования деятельности NAACP во Флориде. Широко сформулированный мандат комитета со стороны Законодательного собрания заключался в том, чтобы «расследовать все организации, чьи принципы или деятельность включают поведение со стороны любого лица или группы, которое может представлять собой насилие или нарушение законов штата или может быть препятствием благополучию и упорядоченному ведению своей личной и деловой деятельности большинством граждан этого штата». Однако «Джонс утверждал, что, по его мнению, Национальная ассоциация по улучшению положения цветных людей (NAACP) единственная группа, деятельность которой Комитет будет расследовать».
Одной из первых задач Комитета Джонса было провести расследование и наказать преподавателей и сотрудников Сельскохозяйственного и механического университета Флориды, исторически известного колледжа для чернокожих, за поддержку бойкота автобусов в Таллахасси в 1956–1957 гг.. Комитет пытался найти связи коммунистов с NAACP, но потерпел неудачу и получил дальнейший отпор, когда NAACP получила решение Верховного суда США об отказе Комитету Джонса в доступе к их спискам членов (которые они отправили по почте за пределы штата для хранения). Комитет также расследовал деятельность других политически активных организаций, таких как Конференция южного христианского руководства и Ку-клукс-клан, а также про-Кастро и анти-Кастро групп».

## Атака на гомосексуалистов
Застопорившись в своем расследовании NAACP, Комитет перешел к вопросу о гомосексуалах, особенно в Университете во Флориде. Джон Д'Эмилио предположил, что это, возможно, было спровоцировано поддержкой десегрегации в Университете Флориды, но Стейси Браукман рассматривает это просто как популярный вопрос (очищение от гомосексуалистов, которые, как считается, охотятся на детей), который Комитет рассмотрел. Как сказал Джонс в интервью 1972 года: "Если мы спасли одного мальчика от гомосексуализма, это было оправдано".
В 1961 году Законодательное собрание поручило Комитету Джонса расширить свои расследования, включив в них гомосексуалистов и "степень их проникновения в учреждения, поддерживаемые государственными фондами", особенно в Университете Флориды, Университете штата Флорида и Университете Южной Флориды. Имея право вызывать свидетелей, давать показания под присягой и нанимать секретных осведомителей, комитет распространял ужас среди закрытого лесбийского и гомосексуального населения в государственных колледжах. Содомия была преступлением по законам Флориды в то время и оставалась таковым до решения Верховного суда США по делу Лоуренс против Техаса в 2003 году. Признание гомосексуализма представляло собой моральное расстройство и являлось основанием для увольнения или исключения из колледжа.
Тем не менее, Комитет Джонса уже начал допрашивать подозреваемых гомосексуалистов среди студентов и преподавателей во флоридских кампусах, прежде чем Законодательное собрание дало на это конкретное разрешение. В 1958 году председатель комитета Джонс незаконно отправил тайного следователя во Флоридский университет после того, как его сын, Джером Джонс, сказал отцу, что "инструкторы извращали учебную программу". Другие студенты определили профессоров в качестве гомосексуалистов по таким странным причинам, как наблюдение за тем, как они обедают вместе или носят бермуды в кампусе.
Следователь Стрикленд нанял студентов-информаторов на средства Комитета Джонса, использовал дежурных, чтобы убрать профессоров из класса, и позвонил некоторым инструкторам поздно ночью, требуя, чтобы они дали показания в комнате мотеля Стрикленда по его удобству. Он также запретил обвиняемым встречаться со своими заявителями, редко информируя их об их юридических или конституционных правах, и редко предлагал им достаточно времени для того, чтобы заручиться услугами адвоката или подготовить защиту.
Студенты тоже столкнулись с гневом комитета. В то время как преподаватели и сотрудники получили немедленное увольнение, если их подозревали в гомосексуализме, студенты-геи могли оставаться в кампусе только в том случае, если они посещали лазарет и подвергались психиатрическому лечению на протяжении всей своей академической карьеры. Комитет Джонса заставил персонал медицинского центра Университета Флориды раскрывать информацию, обнаруженную в записях пациентов, и... также оставил за собой право изымать клинические записи, как это было, когда следователи изъяли документы у тридцати пяти студенток, родивших вне брака в учреждении Университета Флориды.
Одна из жертв, выпускник с отличием Университета Флориды Арт Копплстон, описал опыт допроса так:
Я приехал во Флоридский университет на свое 25 - летие в сентябре 1957 года. Пройдя четыре года в ВВС, я стремился быстро продвинуться вперед со своим образованием, и перейти к рабочей карьере.... Меня вызывали на допросы три-четыре раза в течение следующих двух лет. Каждый раз это была одна и та же установка и один и тот же набор вопросов. Каждый раз меня бесцеремонно выводил из класса, перед инструктором и всеми одноклассниками, полицейский в форме. Однажды это произошло во время выпускного экзамена по бухгалтерии.... На каждом допросе я отказывался им что-либо рассказывать. Каждый раз, когда я волновался, что, хотя я был действительно напуган их тактикой и их угрозами, я был в состоянии обойти их вопросы и отказаться дать им ответы, которых они так хотели услышать. Я понял, что они, как группа, были действительно очень тупой кучкой безграмотных людей, неуклюже владеющих огромным количеством власти над другими
Расследование разрушило многие жизни и карьеры. Например, в марте 1959 года председатель географического факультета Флоридского университета профессор Сигизмонд Диттрих, женатый мужчина, предпринял попытку самоубийства после допроса агентами комитета, а затем был вынужден уйти в отставку после решения президента университета. В апреле университет уволил не менее 15 преподавателей и библиотекарей. Это делалось в полусекрете, без публичного объявления, поэтому у студентов университета было только мутное представление о происходящем. В течение следующего года Университет продолжал "расследования и исключения студентов и преподавателей", потому что для умиротворения Комитета Джона он взял на себя обязательство "законного самоликвидирования".
К 1963 году Комитет Джона мог похвастаться увольнением 39 профессоров и деканов, а также отменой аттестатов на обучение 71 преподавателя государственных школ, всех подозреваемых или выявленных гомосексуалистов. Десятки студентов были допрошены и впоследствии исключены из государственных колледжей по всему штату.
"Университет штата Флорида и Университет Южной Флориды пытались затруднить работу следователей. Но Университет Флориды и его президент Дж. Уэйн Райц были подвергнуты критике за полное сотрудничество с Комитетом Джонса". Он разрешил следователям в форме Комитета Джонса приезжать в кампус и делать магнитофонные записи допросов с преподавателями и студентами. Многие преподаватели слишком боялись разоблачения, чтобы противостоять нарушению их гражданских свобод.
Американская ассоциация университетских профессоров сообщила профессорам о своих правах, но те, кому было чего опасаться, слишком боялись просить ордер на арест или повестку в суд. Любое из этих требований означало бы, что их частная жизнь может быть открыта для публики, чтобы потом можно было прочитать о ней в газете.
Комитет Джона также исследовал Университет Южной Флориды, новый университет, на который Pork Choppers смотрели с немилостью.

## Атака на академическую свободу
Не довольствуясь искоренением гомосексуалистов, следователи Комитета Джонса также вмешались в академическую свободу в кампусах государственных колледжей:
Однажды в Тампе [в Университете Южной Флориды] комитет выделил преподавателей, которые якобы выбирали студентов мужского пола, планировали выступления «известных сторонников коммунизма», учили эволюцию как факт и читали «непристойные» книги «интеллектуального мусора» вроде классической «Над пропастью во ржи». … Многие деканы возражали против деятельности комитета, а местные редакционные статьи называли отчет «позором» и «постыдным документом». USF отстранил Шелдона Н. Гребштейна, доцента английского языка, после того, как Комитет осудил его за раздачу «непристойных» репринтов литературной критики в адрес авторов-битников
Другой источник утверждает, что:
Комитет предположил, что учебная программа USF развращает студентов из-за использования «грязных и порнографических» работ, таких как «Гроздья гнева» и «О дивный новый мир», и что некоторые преподаватели «не имеют права преподавать», потому что они вводят эволюцию в свои лекции на уроках биологии

## Пурпурный памфлет

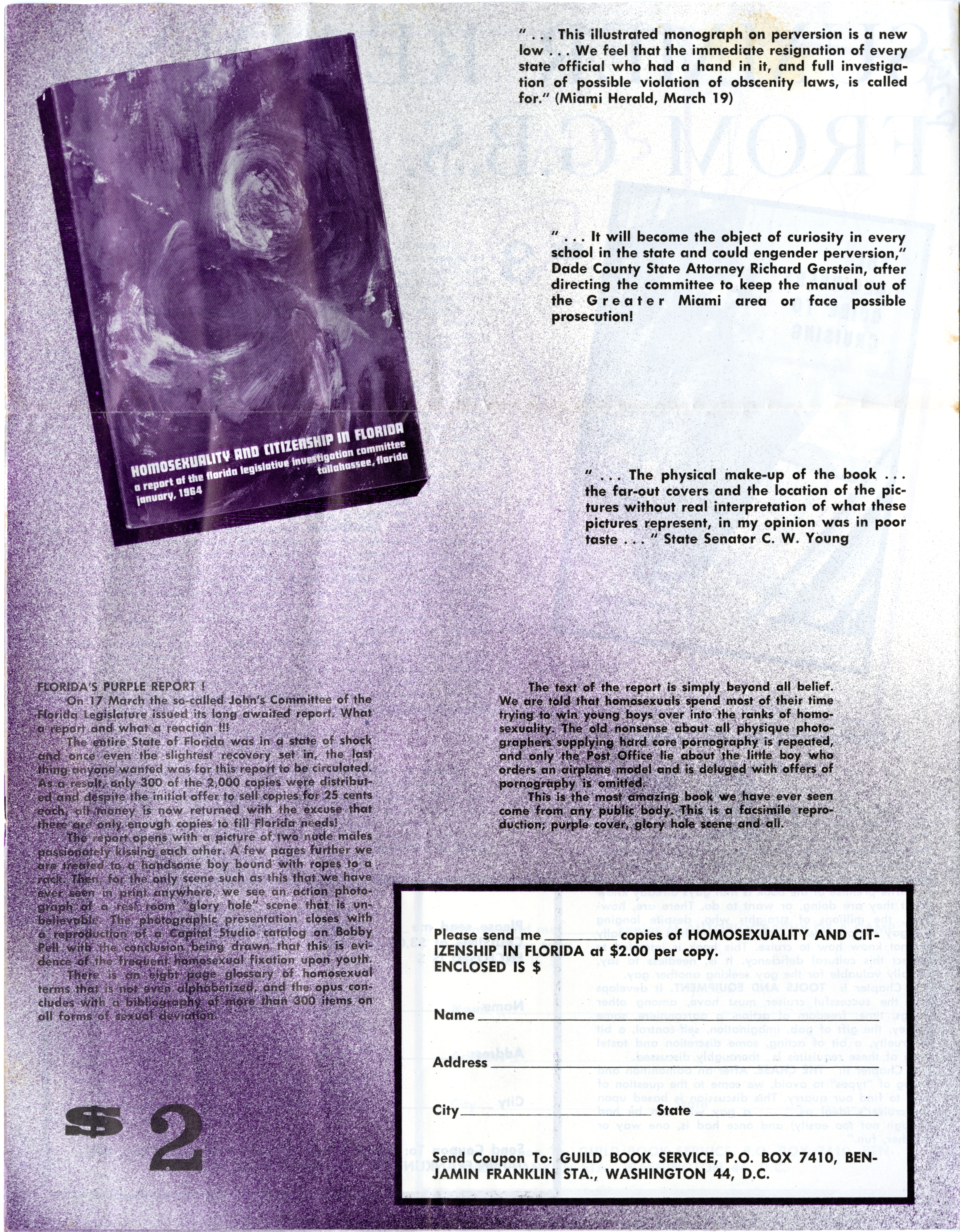
Реклама Purple Pamphlet издательства Guild Press, издателя гомосексуальной эротики

Критика работы Комитета Джонса усилилась после публикации в 1964 году его доклада «гомосексуальность и гражданство во Флориде», неофициально названного «Пурпурным памфлетом» из-за обложки, которая сразу стала печально известной из-за того, что в нее были включены изображения гомосексуальной активности. Было напечатано более 2000 экземпляров отчета, некоторые из которых, как сообщается, позже были проданы как порнография в Нью-Йорке . В отчете были такие страшные предупреждения, как эти:
Наилучшая и текущая оценка активных гомосексуалистов во Флориде составляет 60 000 человек. Очевидный факт в том, что очень многие гомосексуалисты имеют ненасытный аппетит к сексуальной активности и находят особое удовлетворение в пополнении своих рядов среди молодежи.
Цель гомосексуалиста - «переубедить» молодого человека, ориентировать его на гомосексуальность. Ветеран расследования гомосексуальных отношений ... сказал: "Мы должны сделать все, что в наших силах, чтобы создать что-то одно в сознании каждого гомосексуалиста, а именно - держать их руки подальше от наших детей ... если мы не будем действовать в ближайшее время, мы проснемся. однажды утром и обнаружим, что их слишком много, чтобы драться с ними на равных. Может, они уже так и есть. Надеюсь, что нет ". Мы надеемся, что многие гражданские организации Флориды воспользуются этим отчетом… чтобы подготовить своих детей к встрече с искушениями гомосексуализма, которые сегодня скрываются почти в каждом учебном заведении.
Подобные утверждения о том, что безудержные гомосексуалисты будут охотиться на детей, были позже повторены и широко разрекламированы Анитой Брайант в ее успешной кампании «Спасем наших детей» по отмене указа о правах геев округа Дейд в 1977 году.
Группа сенаторов Северной Флориды приняла закон, запрещающий гомосексуалистам усыновлять детей; Статут выдержал несколько судебных обжалований, в том числе в Апелляционном суде США по одиннадцатому округу в 2004 году. Суд штата отменил запрет в 2010 году в деле In re Gill.

## Расформирование и закрытые записи
Законодатели были возмущены тем, что СМИ называли «спонсируемой государством порнографией», запретили печатать новые копии и отменили финансирование Комитета Джонса на следующей законодательной сессии. Впоследствии комитет был распущен и прекратил свою работу 1 июля 1965 года, накопив 30 000 страниц секретных документов, которые были оставлены на хранение в Законодательном собрании, которые должны были храниться запечатанными в течение 72 лет. Однако в 1993 году, поддавшись давлению со стороны историков Флориды в соответствии с законом штата о публичных архивах, Законодательное собрание разрешило размещение в архивах штата Флорида фотокопий архивов, при этом имена всех лиц, за исключением членов комитета, были вычеркнуты, в том числе и персонал и государственные служащие. Отредактированные записи доступны для публичного ознакомления в архивах Таллахасси. Они были использованы при написании книги  Queering the Redneck Riviera. Сексуальность и истоки туризма во Флориде], которая была опубликована в 2018 году.

## Последствия
Хотя его комитет и был свернут, когда Законодательное собрание отозвало финансирование, Джонс по-прежнему гордился своей работой:
Я вижу в комитете способ искоренить гомосексуальность. Меня особенно обеспокоило количество гомосексуалистов в Университете Флориды. Я не получаю любви от причинения вреда людям. Но эта ситуация в Гейнсвилле, милостивый Господь. Я никогда не видел ничего подобного в своей жизни. Если мы спасли одного мальчика от гомосексуализма, это было оправданоиз интервью Чарли Джонса, 1972 год
Однако жертвы охоты на ведьм чувствовали себя иначе:
Я перешел к успешной и отчасти нормальной жизни в качестве гея. … Но всегда далеко не на заднем плане таилась тень следователя Тилестона и мучительное чувство, что то, кем я есть, сама суть моего существа, какая-то не такая. Плохая. Грешная. Недостойная. Я, наверное, никогда не избавлюсь от этих чувств. Но время и новые знания, которые позволяют другим узнать о том, что происходило во Флориде около 40 лет назад, значительно облегчают эти чувства.Арт Копплстон, одна из жертв, интервью для фильма «За закрытыми дверями», 2000 год
Законодательный комитет по расследованию Флориды был назван Флоридской версией маккартизма и Флоридской версией Комитета Палаты представителей по антиамериканской деятельности.

## Официальные извинения
Представитель штата Эван Дженн и сенатор штата Лорен Бук в 2019 году представили резолюцию с «официальными и сердечными извинениями». Решение еще не принято, и немедленного одобрения они не ждут.

## Документальные фильмы
В 2000 году студентка Университета Флориды Эллисон А. Бейтке подготовила получасовой документальный фильм о работе Комитета Джонса «За закрытыми дверями» в качестве своей магистерской диссертации в области массовых коммуникаций. Фильм транслировался на станциях PBS во Флориде и был показан на Международном фестивале фильмов геев и лесбиянок в Тампе в рамках показа фильма «На наших задних дворах: кинематографисты Флориды» в октябре 2001 года. Документальный фильм также был показан на кинофестивале во Флориде в Орландо в июне 2002 года. Он также транслировался на канале Education в Тампе в рамках фестиваля независимых фильмов в июле 2002 года. Фильм получил премию Центра истории кино и видео Луи Вольфсона II.
В 2011 году класс студентов Университета Центральной Флориды снял фильм, который продолжил работу Бейтке и других, под названием «Комитет». В нем рассказывается о наследии Комитета и Чарли Джонса, а также взяты интервью у некоторых из тех, кто работает за закрытыми дверями. Этот документальный фильм был номинирован на две премии Suncoast Emmys за 2014 год и получил премию «Эмми» за лучший исторический документальный фильм за 2014 год.